# Gastromyzon contractus
Gastromyzon contractus är en fiskart som beskrevs av Roberts 1982. Gastromyzon contractus ingår i släktet Gastromyzon och familjen grönlingsfiskar. Inga underarter finns listade i Catalogue of Life.